# Maria Barbara Carillo
Maria Barbara Carillo (Jaén, 1625 – Madrid, 18 maggio 1721) è stata una giudaizzante spagnola, arsa viva sul rogo durante l'Inquisizione spagnola.
Tra le vittime conosciute dell'Inquisizione ella era la più anziana, dato che aveva ben novantasei anni quando subì il supplizio: partendo dalla data della sua morte, il 1721, è possibile identificare il suo anno di nascita, il 1625.
Carillo è stata condannata a morte per eresia a causa della sua conversione al giudaismo: l'arzilla signora in realtà apparteneva a un grande gruppo di ebrei che, dopo esser stati forzatamente battezzati, furono accusati di praticare segretamente la religione ebraica.